# The Ultra Selection
The Ultra Selection é um álbum dos melhores êxitos do grupo de hip-hop e electro Mantronix, lançado pela Disky Records em 14 de Março de 2005.
A compilação apresentava faixas escolhidas exclusivamente do álbum This Should Move Ya de 1990.

## Faixas
1. "Got To Have Your Love" - 6:16
2. "This Should Move Ya" - 2:55
3. "Sex-N-Drugs And Rock-N-Roll" - 3:34
4. "Tonight Is Right" - 4:07
5. "(I'm) Just Adjustin' My Mic ('91 Version)" - 3:25
6. "Stone Cold Roach" - 3:16
7. "I Get Lifted" - 3:32
8. "Don't You Want More" - 3:48
9. "I Like The Way (You Do It!)" - 4:00
10. "Get Stupid Part IV (Get On Up '90)" - 3:08
11. "King Of The Beats Lesson #1" - 1:43